# ديشمبية شابمانية
ديشمبية شابمانية (الاسم العلمي:Deschampsia chapmanii) هي نوع من النباتات تتبع جنس الديشمبية من الفصيلة النجيلية.